# The Fat Man
The Fat Man ist der Titel der ersten Single des Rhythm-and-Blues-Sängers Fats Domino aus dem Jahre 1950, der mit zu den ersten musikalischen Grundlagen des späteren Rock ’n’ Roll gerechnet wird.

## Entstehungsgeschichte
Der Talentsucher, Komponist und Produzent Dave Bartholomew entdeckte Fats Domino Ende November 1949 im „Hideaway“ in New Orleans, wo er für drei Dollar die Woche abends in der Band Billy Diamonds Klavier spielte. Bartholomew war für Imperial Records tätig, die Domino im November 1949 unter Vertrag nahmen. Bereits am 10. Dezember 1949 war in Cosimo Matassas Tonstudios eine für fast sechs Stunden geplante Aufnahmesession anberaumt, in der insgesamt 8 Titel entstanden. Hieraus wurden die Titel The Fat Man / Detroit City Blues ausgewählt. The Fat Man ist eine Variation des traditionellen, aus New Orleans stammenden Junker Blues von Willie Hall („Drive’em Down“), der auch die Melodiegrundlage für Lawdy Miss Clawdy von Lloyd Price bildete. Das Piano-Intro von Fats Domino lässt deutliche Boogie-Woogie-Rhythmen erkennen, während später das Schlagzeug einen Backbeat spielt. Der Text stellt eine selbstironische Anspielung auf die Übergewichtigkeit von Fats („fett“) Domino dar, wenn er in seinem kreolischen Akzent singt, dass man ihn den „Fetten“ nennt, weil er 200 Pounds wiegt. Der Boogie-Woogie-Song gehört aus rhythmischer Sicht zu den Grundlagen des späteren Rock & Roll.
Hierfür wurde die bewährte Studioband eingesetzt, zu der Earl Palmer (Schlagzeug), Frank Fields (Bass), Ernest McLean (Gitarre) sowie die Saxophonisten Herb Hardesty, Clarence Hall, Joe Harris und Alvin "Red" Tyler gehörten. Fats Domino sang und spielte Klavier. Seine unverkennbaren Boogie-Piano-Riffs sind bereits im berühmten, ungewöhnlich lange dauernden Intro zu hören und wurden künftig zu seinem charakteristischen Markenzeichen seines Pianostils. Dominos Boogie-Akkorde trug er stets mit einer schweren linken Hand vor, sodass hiermit der eigentliche Rhythmus entstand und nicht durch das Schlagzeug.

## Erfolg

Fats Domino – The Fat Man

Nach seiner Veröffentlichung im Januar 1950 als Imperial #5058 gelangt der Titel am 18. Februar 1950 als Fats Dominos erste Platte in die R&B-Hitparade und erreicht hier den zweiten Platz für eine Woche. Der Umsatz entwickelte sich kontinuierlich, und erst im Jahre 1953 waren über 1 Million Exemplare der Platte verkauft. Imperial Records war von dem schnellen Erfolg ihres neuen Künstlers beeindruckt. Mit dieser pulsierenden Aufnahme legte Domino den Grundsound für seine weiteren Hits, bei denen er seinen Stil kaum variierte, das gleiche Tonstudio und fast immer die gleichen Sessionmusiker spielen ließ. Es dauerte jedoch noch bis zum Jahre 1952, bis er seinen ersten Crossover-Hit mit Goin’ Home verzeichnen konnte. The Fat Man erhielt einen BMI-Award und wurde lediglich zweimal gecovert: zuerst 1969 von Canned Heat als Big Fat (Spitzname des ebenfalls schwergewichtigen Canned-Heat-Sängers Bob Hite) auf deren Album Hallelujah und 2007 von Los Lobos auf der Kompilations-CD Goin’ Home – A Tribute to Fats Domino.